# شارن هاسکل
شارن هاسکل (عبری: שָׁרֶן הַשְׂכֵּל؛ زادهٔ ۴ مارس ۱۹۸۴) سیاستمدار اهل اسرائیل است. او نماینده حزب لیکود در کنست
است.